# Во Нгуен Зяп
Во Нгуе́н Зяп (по устаревшей транскрипции — Во Нгуен Зиап; вьет. Võ Nguyên Giáp; 25 августа 1911 — 4 октября 2013) — вьетнамский генерал и политик. Принимал участие в Индокитайской и Вьетнамской войнах. Он также известен как министр внутренних дел правительства Хо Ши Мина, главнокомандующий войсками Вьетминя, главнокомандующий Народной армией Вьетнама, министр обороны и член политбюро Коммунистической партии Вьетнама.

## Ранние годы
Во Нгуен Зяп родился в 1911 или 1912 году в деревне Анкса, провинция Куангбинь (Центральный Вьетнам). Его отец, — Во Куанг Нгием, — был фермером, выполняя при том некоторые официальные функции, требовавшие знания грамоты (фр. lettré). Участвовал в восстаниях против французов в 1885 и 1888. В 1919 г., когда Во Нгуен Зяпу не было и десяти лет, его отец был арестован за подрывную деятельность. Через несколько недель после ареста Нгием умер в тюрьме, предположительно от пыток. После непродолжительного ареста умерла и старшая сестра Во Нгуен Зяпа. Существует мнение, что эти события оказали существенное влияние на характер Во Нгуен Зяпа и его отношение к колонизаторам.
Начальное образование Во Нгуен Зяп получил дома под руководством отца. В середине 1920-х годов учился в Государственном лицее Хюэ (это же учебное заведение окончили в разное время Хо Ши Мин, Фам Ван Донг и Нго Динь Зьем), дававшим образование европейского типа. Учась в колледже, Во Нгуен Зяп прочёл книгу Хо Ши Мина «Колониализм перед судом истории» и вступил в молодёжную революционную организацию. В 1927 году, в возрасте пятнадцати лет, он организовал забастовку студентов лицея в знак протеста против произвола властей, после чего был исключён из учебного заведения. После этого он продолжил активное участие в подпольной революционной деятельности. После неудачного антифранцузского восстания 1930 года он был арестован и посажен в тюрьму, где познакомился со своей будущей женой Минь Тай.
Существует мнение, что Во Нгуен Зяп по каким-то причинам провёл в тюрьме только небольшую часть положенного ему двухлетнего срока. После выхода на свободу ему было позволено окончить образование в Хюэ, а в 1933 году он поступил в Ханойский университет, который окончил с дипломом юриста. В 1930-е он активно писал статьи в подпольные революционные газеты и вступил в Коммунистическую партию Индокитая. В это же время будущий полководец читал труды Наполеона и Сунь-цзы, став поклонником французского императора. После окончания университета Во Нгуен Зяп около года подрабатывал учителем истории и французского языка в частном ханойском лицее; ученики дали ему прозвище «генерал» за то, что он мог нарисовать на доске детальный план любого похода Наполеона. В 1939 году Во Нгуен Зяп впервые женился. Про его жизнь с первой женой Минь Тай известно лишь то, что у них была одна дочь.

## Начало военной карьеры

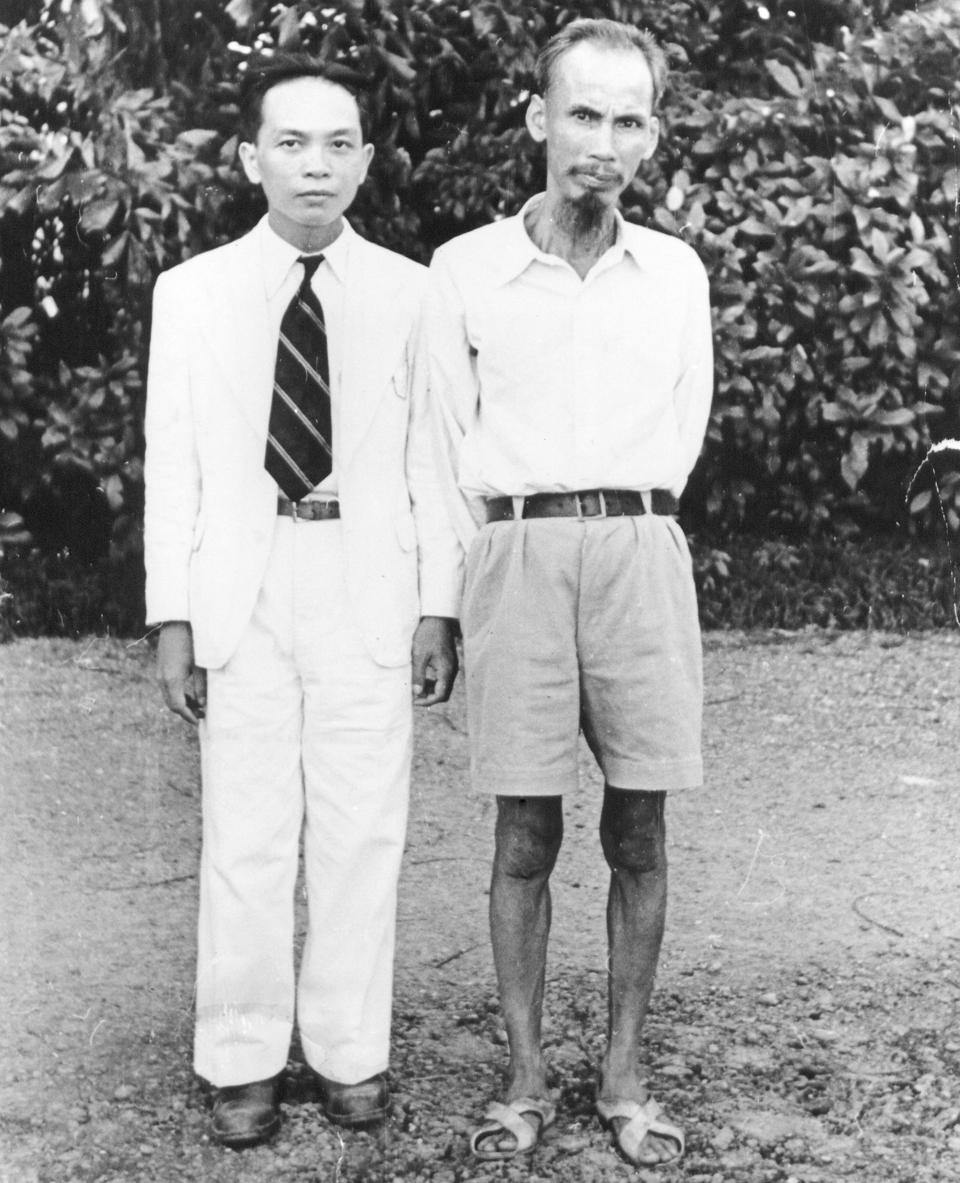
Во Нгуен Зяп (слева) и Хо Ши Мин в 1942 году

В сентябре 1939 года началась Вторая мировая война, и Коммунистическая партия во Франции была объявлена вне закона. По приказу Центрального комитета партии в следующем году Во Нгуен Зяп вместе с Фам Ван Донгом перебрался в Китай, где получил укрытие у местных коммунистов. Семья Во Нгуен Зяпа осталась во Вьетнаме и судьба её была трагической; Минь Тай была арестована и казнена, а дочь умерла, вероятно, от отсутствия ухода. В тюрьмах и под пытками погибли две его сестры, целый ряд дальних родственников.
Не совсем ясно, сколько времени Во Нгуен Зяп провёл в Китае. Одни источники говорят, что находившийся здесь же Хо Ши Мин приказал ему возвращаться во Вьетнам сразу после капитуляции Франции в июне 1940 года, по другим, Во Нгуен Зяп несколько лет проходил в Китае революционную подготовку.
Весной 1941 года Хо Ши Мин и Нгуен Зиап возвращаются во Вьетнам и в глухой деревне Пак Бо созывают ЦК Вьетнамской Компартии, на котором объявляют о создании боевой организации «Вьетминь», которая объединяла широкий спектр антифранцузских сил и ставила задачей освобождение Вьетнама от французского колониального владычества. Во Нгуен Зяпу было поручено сформировать вооружённые отряды Вьетминя, и он начал это делать с нуля, поначалу имея под своим командованием несколько десятков необученных партизан с устаревшим оружием. В горах Северного Вьетнама возникла «Пропагандистская бригада» из 34 человек. В декабре 1944 года он объединил силы с Чху Ван Таном — лидером партизанской группы народа тхо и встал во главе только что созданной Народной армии Вьетнама, получившей боевое крещение 24 декабря во время атаки на два небольших французских поста. В основном силы Во Нгуен Зяпа проводили небольшие вылазки против французов. В марте 1945 года японские войска свергли французскую администрацию, до сих пор управлявшую Вьетнамом по франко-японскому соглашению 1941 года. Важным следствием этого события стало то, что сельские районы Вьетнама окончательно перестали контролироваться центральной властью, что позволило Вьетминю расширить свою деятельность и быстро набрать большое количество добровольцев в армию.

## Первая Индокитайская война — Война Сопротивления
Вопреки некоторым утверждениям, об успехах Вьетминя в борьбе против японских сил известно крайне мало. Сразу после капитуляции Японии в августе 1945 года силы Вьетминя быстро заняли ряд ключевых городов Вьетнама, включая Ханой, в котором Хо Ши Мин 2 сентября провозгласил независимость страны. Во Нгуен Зяп был назначен министром внутренних дел во временном правительстве, а через некоторое время стал председателем Верховного совета государственной обороны, то есть фактически министром обороны. В 1946 году он был вице-председателем вьетнамской делегации на переговорах с французами относительно будущего статуса Вьетнама. Франция использовала дипломатическое маневрирование, чтобы накопить силы для удара по Вьетминю и возвращения своей бывшей колонии. В ноябре—декабре 1946 года развернулись боевые действия между французской армией и силами Вьетминя, что стало началом восьмилетней колониальной войны Франции в Индокитае. Солдаты Во Нгуен Зяпа два месяца удерживали Ханой, чтобы обеспечить эвакуацию городских промышленных предприятий в джунгли.
Период 1947—1949 годов был временем большой работы для Во Нгуен Зяпа. В дельте Красной реки он создавал будущую регулярную армию страны. В результате к концу 1949 года Вьетминь получил в своё распоряжение пять полнокровных пехотных дивизий, имевших соответствующую структуру, подготовку и вооружение. В том же году произошла победа коммунистических сил в Китае, с которыми вьетнамцы сотрудничали уже несколько лет. Мао Цзэдун сразу увеличил помощь Вьетминю. В 1950 году генерал Во Нгуен Зяп организовал своё первое крупное наступление, установив полный контроль над вьетнамско-китайской границей и продемонстрировав свою способность координировать действия крупных сил. Новый главнокомандующий французских сил в Индокитае генерал де Тассиньи в 1951 году нанёс Вьетминю ряд поражений и на время восстановил баланс сил. Однако последующие французские командиры не отличались особыми талантами, и к началу 1954 года армия Во Нгуен Зяпа была сильнее, чем когда-либо.
Французское командование допустило критическую ошибку, разместив укреплённый пункт в Дьенбьенфу на большом удалении от своих сил и недооценив способности противника. Генерал Во Нгуен Зяп блестяще использовал этот промах, сумев в сжатые сроки перебросить к Дьенбьенфу несколько дивизий, а также артиллерию.
Осада Дьенбьенфу в марте—мае 1954 года стала самой успешной военной операцией в карьере Во Нгуен Зяпа. Он сумел полностью переиграть французского командующего генерала Наварра, сорвав крупное наступление противника в Центральном Вьетнаме и перейдя там в контрнаступление, отвлёкшее внимание французов в самый канун битвы при Дьенбьенфу. Имея серьёзное превосходство в живой силе и артиллерии, Вьетминь раз за разом атаковал осаждённый французский гарнизон, медленно захватывая опорные пункты укрепрайона. Сам Во Нгуен Зяп обустроил свой штаб в одной из пещер в горах, окружавших Дьенбьенфу, и мог напрямую руководить осадой.
7 мая французские силы в Дьенбьенфу капитулировали; французское общество было шокировано поражением, и продолжение войны стало политически невозможным. Генерал Во Нгуен Зяп одержал самую крупную победу местных сил над метрополией в истории колониальных войн XX века и получил всемирную известность.

## Вьетнамская война
После подписания в июле 1954 года Женевских соглашений Вьетнам был временно разделён на две части — коммунистический Север и профранцузский Юг. Очень скоро к власти в Южном Вьетнаме пришёл Нго Динь Зьем, придерживавшийся решительной проамериканской линии. Ему удалось сорвать выполнение Женевских соглашений, предусматривавших объединение Вьетнама после всеобщих выборов в 1956 году. Авторитарный стиль правления Зьема и его неудачная внутренняя политика способствовали возникновению вооружённой оппозиции, известной как Национальный фронт освобождения Южного Вьетнама (НФОЮВ, на Западе часто упоминается как Вьетконг). В 1959 году руководство Северного Вьетнама приняло решение оказать поддержку партизанским формированиям на юге, не видя мирных путей объединения страны.
Как министр обороны, Во Нгуен Зяп имел непосредственное отношение к военным операциям в Южном Вьетнаме, куда по «тропе Хо Ши Мина» тайно направлялись полки и дивизии северовьетнамской армии. После окончания войны с французами он многое сделал для развития армии. В это время были созданы ВМС и ВВС Северного Вьетнама, возникли первые бронетанковые части. Во Нгуен Зяп активно участвовал в спорах с другими членами руководства страны по ряду политических и экономических вопросов. С началом вмешательства в войну на Юге он вступил в длительную дискуссию с начальником политотдела армии и своим личным соперником Нгуен Ти Тханем по поводу общей стратегии действий. Нгуен Ти Тхань предлагал организовывать крупные сражения, соответствующие войне регулярного типа; Во Нгуен Зяп же отстаивал необходимость ведения затяжной партизанской войны, направленной на изматывание врага.
В 1965 году США перешли от финансовой и политической поддержки Южного Вьетнама к непосредственному участию в войне, отправив регулярные войска на Юг и начав бомбардировки Севера. Поначалу силы НФОЮВ и северовьетнамская армия придерживались исключительно партизанской тактики, однако уже в ноябре 1965 года состоялись первые крупные сражения с американскими силами — на высоте 65, возле деревни Апбаубанг и особенно в долине реки Йа-Дранг у камбоджийской границы. В дальнейшем предпочтение отдавалось партизанским действиям, а крупные операции проводились только тогда, когда для этого были наиболее благоприятные тактические условия.
В 1967 году председатель Центральной организационной комиссии ЦК Ле Дык Тхо и министр общественной безопасности Чан Куок Хоан (при участии секретаря ЦК Ле Зуана и с согласия Хо Ши Мина) организовали кампанию репрессий против «антипартийной группы» умеренных и сторонников Во Нгуен Зяпа. Были арестованы и заключены в тюрьмы заместитель министра обороны Нгуен Ван Винь и несколько высокопоставленных офицеров. Политическое влияние Во Нгуен Зяпа заметно ограничилось.
Хотя генерал Нгуен Ти Тхань умер ещё в середине 1967 года, Во Нгуен Зяпу всё же пришлось воплощать в жизнь его идеи о стратегическом наступлении. Тетское наступление в январе—феврале 1968 года было попыткой быстро выиграть войну. Несмотря на его неудачу и большие потери НФОЮВ (вплоть до наступления 1972 года это был наиболее кровопролитный момент войны), психологический эффект серии неожиданных и скоординированных ударов по всему Южному Вьетнаму был огромен. Американское общество, уже сомневавшееся в успехе войны после трёх лет боевых действий, окончательно уверилось в недостижимости победы. В марте президент США Джонсон объявил о начале переговоров с Северным Вьетнамом по вопросу прекращения войны. Во Нгуен Зяп был ключевой фигурой в планировании Тетского наступления. По данным начальника американской военной разведки во Вьетнаме того периода генерала Дэвидсона, Во Нгуен Зяп, возможно, непосредственно руководил осадой базы морской пехоты Кхешань возле демилитаризованной зоны между Севером и Югом.
«Пасхальное наступление», начавшееся в марте 1972 года, стало последней военной акцией, спланированной Во Нгуен Зяпом. Хотя в наступлении была задействована практически вся армия Северного Вьетнама, успехи ограничились взятием провинциальной столицы Куангчи и нескольких второстепенных городов, в то время как потери были очень большими. После этого наступления Во Нгуен Зяп уже не играл большой роли в планировании военных операций. Победоносное весеннее наступление 1975 года, завершившее Вьетнамскую войну, проводилось не им, а Ван Тьен Зунгом. Несмотря на это, после взятия Сайгона премьер-министр Фам Ван Донг всё же назвал Во Нгуен Зяпа архитектором победы Вьетнама.
| Этап | Политические задачи | Военные задачи |
| --- | --- | --- |
| Первый этап | 1) Устранение местной коллаборационистской администрации | 1) Создание партизанских зон (округов), укомплектование партизанских формирований, организация управления партизанским движением и боевыми действиями партизан, ведение разведки противника, создание материальной базы партизанского движения и транспортно-логистических цепочек снабжения партизан оружием, снаряжением, боеприпасами и др. необходимыми средствами |
| Первый этап | 2) Физическая ликвидация административного персонала | 2) Расширение территориальной базы партизанского движения, наращивание его количественного состава и присутствия партизан на периферии |
| Первый этап | Постепенный переход от тактики рейдово-засадных действий малых разведывательно-диверсионных групп к крупным наступательным операциям партизанских отрядов и соединений | |
| Второй этап | | |
| Те же, что и на начальном этапе | 1) Развернуть всенародную партизанскую войну против правительства | |
| Те же, что и на начальном этапе | 2) Непрерывно наносить удары по органам управления, линиям коммуникаций и снабжения, сковав тем самым возможности правительственных сил к манёвру                      | |
| Те же, что и на начальном этапе | 3) Установить полный контроль над периферией, вынудив правительственные силы сосредоточиться в крупных населённых пунктах                                              | |
| Упор на работу с населением и легализацию отдельных партизанских элементов с постепенным переходом от военных действий к политической борьбе | | |
| Третий этап | | |
| 1) Создать революционную ситуацию внутри правительственных вооружённых сил, которая создаст благоприятные условия для военного переворота | | |
| 2) Спровоцировав военный переворот воспользоваться возникшей нестабильностью, дестабилизировать ситуацию ещё больше, настроив население против военной администрации и принудив к формированию коалиционного правительства, в которое войдут коммунистические ставленники, активное участие в общественно-политических мероприятиях | | |
| 3) По мере формирования коалиционного правительства с коммунистическим большинством устранить оттуда всех некоммунистических функционеров | | |
| 4) Установить полный контроль над страной | | |

## Послевоенная жизнь и уход на пенсию

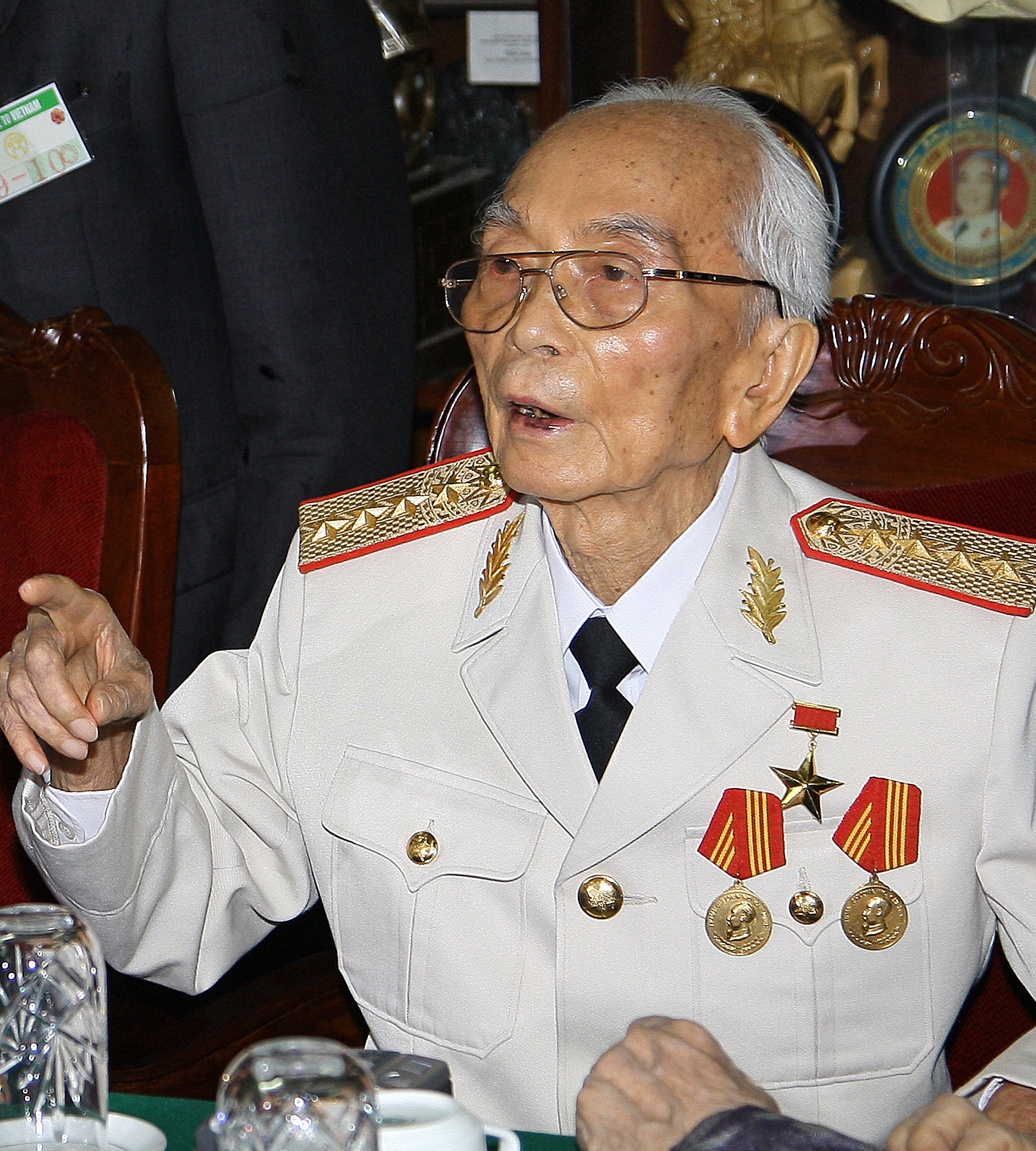
Во Нгуен Зяп в 2008 году

После воссоединения Вьетнама в июле 1976 года Во Нгуен Зяп был назначен заместителем премьер-министра, однако его время подходило к концу. Формально он ещё был министром обороны в период вторжения в Кампучию (против которого выступал) и войны с Китаем 1979 года, однако фактически управление армией осуществлял генерал Ван Тьен Зунг. В феврале 1980 года Во Нгуен Зяп передал ему пост министра обороны. После утраты своего поста во вьетнамском Политбюро в 1982 году генерал Во Нгуен Зяп перестал играть какую-либо существенную роль в правительстве страны. В 1991 году Зяп уже не занимал никаких постов.
В 1980-90-е Нгуен Зяп преимущественно пишет книги — в том числе работу «Мы победим» и книгу «Народная война и народная армия» — практическое руководство по организации герильи. В последние годы жизни он вёл закрытый образ жизни и редко выступал публично, как, например, в 2004 году, когда заявил, что «США не сумеют победить в Иракской войне». Однако он продолжал критиковать коррупцию во вьетнамском руководстве.
В 2010 году Во Нгуен Зяп выступил с критикой проекта по широкомасштабной добыче бокситов в районе центрального нагорья во Вьетнаме. Как отмечал Во Нгуен Зяп, исследования, проведённые экспертами в 1980-е годы, показали, что добыча повлечёт за собой серьёзные экологические риски.
Скончался 4 октября 2013 года в военном госпитале Ханоя, где находился с 2009 года.

## Личность
Во Нгуен Зяп является создателем регулярной армии независимого Вьетнама, а также самым известным вьетнамским полководцем новейшего времени. По оценке Филиппа Дэвидсона, как личность он отличался высокомерием, честолюбием и мстительностью. Он мало считался с потерями. Низкорослый даже по вьетнамским меркам (не выше полутора метров) и чрезвычайно сдержанный, Во Нгуен Зяп получил прозвище «вулкан под снегом» за свои краткие, но предельно эмоциональные вспышки ярости. Противоречивость его личности хорошо проявилась в интервью, данном им известной журналистке Ориане Фаллачи в 1969 году. В этом интервью он, с одной стороны, попытался снять с себя ответственность за Тетское наступление, а с другой — спокойно подтвердил, что американские цифры потерь НФОЮВ соответствуют действительности. В одном из последних интервью он заявлял, что никогда не хотел быть военным, а мечтал стать «просто преподавателем — философии или истории». В связи с его смертью бывший участник Вьетнамской войны сенатор Джон Маккейн написал в Твиттере: «Ушел генерал Нгуен Зиап — отличный военный стратег, который как-то сказал, что мы, американцы, были для него „достойным врагом“».
Во Нгуен Зяп повторно женился в 1946 или 1947 году, его второй женой стала Данг Тай Хай. С 1950-х годов он страдал от повышенного давления и периодических головных болей.

Подпись Во Нгуен Зяпв

Его дочь Во Хонг Ань (1939—2009), автор «Теории параметрического воздействия электромагнитного излучения большой мощности на твердое тело», стала физиком-ядерщиком и в 1987-м году получила в СССР премию Ковалевской за особый вклад в науку.

## Наследие
После смерти Во Нгуен Зяп почитается многими вьетнамцами и вьетнамскими диаспорами вдали от родины наряду с Хо Ши Мином.
Во Хонг Ань, дочь Во Нгуен Зяпа, помимо прочей деятельности, посвятила себя работе во Вьетнамской ассоциации содействия образованию (Hội Khuyến học Việt Nam). Эта организация занимается повышением квалификации кадров, развитием людских ресурсов для индустриализации и модернизации страны. Хонг Ань опубликовала более 50 научных работ в зарубежных странах, в том числе книги по теории взаимодействия интенсивности излучения, сильного твёрдого тела, опубликованные в России; она также была награждена за участие в строительстве комплекса ядерных исследований в Дубне в 1979—1983 годах.